# Îles Chausey
Die Îles Chausey (dt. Chausey-Inseln) sind eine kleine, zu Frankreich gehörende Inselgruppe im Ärmelkanal 15 Kilometer westlich der Küste der Normandie bei der Landspitze Pointe du Roc der Stadt Granville. Sie besteht aus mehr als 22 Einzelinseln, deren größte den Namen Grande-Île trägt. Nur die Grande Île ist besiedelt; auf ihr finden sich neben einem Leuchtturm einige Dutzend vor allem im Sommer bewohnte Häuser.
In der Hauptsaison gibt es täglich eine Fährverbindung zum Festland. Zu anderen Kanalinseln gibt es keine Verbindungen.

## Geographie
Die Chausey-Inseln bestehen aus der Hauptinsel Grande-Île und bis zu 365 weiteren Inseln bei Ebbe bzw. etwa 22 Inseln bei Flut. Die Inselgruppe hat einen sehr großen Tidenhub von bis zu 14 Metern. Von der Stadt Granville aus, zu welcher der Archipel verwaltungstechnisch gehört, sind die Inseln bei schönem Wetter gut zu sehen. Die Inseln bestehen vor allem aus Tiefengesteinen (präkambisches Granit). Die Erosion durch Meer und Wind formte die heutige Oberflächengestalt der Inselgruppe. Sandbänke verbinden die Inseln untereinander. Der Cromlech de l’Oeillet liegt im Gezeitenareal nordöstlich der Grande-Île.
Grand-Île ist die einzige bewohnte Insel der Gruppe mit einer Bevölkerung von etwa 30. Im Sommer bringt der Tourismus, der eine wesentliche Einnahmequelle der Insel darstellt, jährlich fast 200.000 Besucher. Auf der Insel gibt es ein Hotel, ein Restaurant und ein Lebensmittelgeschäft. Neben dem Tourismus ist die Fischerei die wichtigste wirtschaftliche Aktivität. Miesmuscheln und Austern werden vor Ort gezüchtet. Bis 1989 gab es eine Viehfarm auf der Insel.
Die typischen Boote von Chausey sind die Dories, Flachbodenboote, die traditionell von Rudern, oder heutzutage von einem Motor angetrieben werden. Jeden August findet die Chausey-Regatta am ersten Wochenende der Nipptide statt.

## Vorgeschichte
Neben dem Cromlech de l’Oeillet, einem Steinkreis im Gezeitenareal nördlich der Grand Île, befinden sich die Dolmen Maison des Morts und Pierre du Sacrifice (oder Dolmen de la Chapelle) auf der Grand Île. Auf oder vor der Nebeninsel La Genetaie liegen vier Steinkisten (französisch Coffre 1 – 4).

## Geschichte
Im Jahr 933 annektierte das Herzogtum Normandie die Kanalinseln einschließlich Chausey, Minquiers und Ecréhous. Richard II., Herzog von Normandie, gab Chausey und die Baronie von Saint-Pair-sur-Mer den Benediktinermönchen von Mont Saint-Michel, die ein Priorat auf der Grande île bauten. Die Inseln waren nach der Eroberung Englands von Wilhelm I. im Jahre 1066 dem Königreich England unterworfen worden. Chausey war lange Zeit ein Rivalitätsziel zwischen England und Frankreich. Obwohl die britische Regierung behauptete, dass Chausey bis etwa 1764 England gehörte, ist Chausey, im Gegensatz zu den Nachbarn der Kanalinseln, eigentlich seit Jahrhunderten französisch.
Im Gegensatz zu den benachbarten Kanalinseln wird der Archipel erst seit dem 13. Jahrhundert richtig bewohnt. Ursprünglich wurde die weit verzweigte Inselgruppe als Versteck für Piraten und Schmuggler genutzt. Später wurde in großem Stil der hier vorkommende Granit abgebaut und insbesondere für den Bau des Mont-Saint-Michel genutzt. Aber auch in London, Paris und Dieppe sind Gesteine von Chausey zu finden. Im 19. Jahrhundert lebten zeitweise sogar bis zu 500 Steinmetze auf den Inseln.
Die Festung von Matignon wurde im Jahre 1559 als viereckige Festung mit einem runden Turm, Keller, einer Bäckerei und einer Viehhalle gebaut. Die Engländer zerstörten die Festung im Jahre 1744. Eine neue Festung wurde am anderen Ende der Insel gebaut, die die Engländer 1756 ebenfalls zerstörten. Während des Ersten Weltkriegs diente die Festung für etwa 300 deutsche und österreichische Kriegsgefangene. Der Automobilingenieur Louis Renault kaufte das Anwesen und restaurierte es zwischen 1922 und 1924 wieder, so wurde es als Château Renault bekannt. Während des Zweiten Weltkriegs besetzten deutsche Soldaten die Festung. Heute dient die Festung als Unterkunft für mehrere Fischer.